# Prezydenci Poznania
Prezydent Poznania wybierany jest przez mieszkańców miasta w wyborach powszechnych, równych, tajnych i bezpośrednich. Jest organem wykonawczym miasta Poznania jako jednostki samorządu terytorialnego.

## Zakres zadań
Prezydent Miasta Poznania realizuje następujące zadania:
- kierowanie bieżącymi sprawami Miasta
- reprezentowanie Miasta na zewnątrz
- koordynowanie przygotowanie i realizacja wieloletnich planów i programów rozwoju Miasta
- nadzorowanie prowadzenie gospodarki finansowej Miasta, realizuje zadania określone w art. 60 ust. 2 ustawy o samorządzie gminnym
- zapewnianie przygotowania projektów i realizację uchwał Rady Miasta Poznania
- wydawanie w przypadkach niecierpiących zwłoki przepisów porządkowych
- wykonywanie uprawnień zwierzchnika służbowego w stosunku do kierowników miejskich jednostek organizacyjnych oraz uprawnień zwierzchnika w stosunku do powiatowych inspekcji i straży
- wydawanie decyzji w indywidualnych sprawach z zakresu administracji publicznej
- organizowanie współpracy Miasta z zagranicą
- prowadzenie polityki informacyjnej Miasta
- zapewnienie opracowania planu operacyjnego ochrony przed powodzią, ogłaszanie i odwoływanie pogotowia i alarmu przeciwpowodziowego

Do Prezydenta obowiązków należą:
- nadzór nad organizacją pracy Urzędu i przestrzeganiem przepisów prawa
- polityka osobowa
- wykonywanie uprawnień zwierzchnika służbowego w stosunku do Zastępców Prezydenta, Sekretarza Miasta, Skarbnika Miasta oraz pozostałych pracowników Urzędu
- ustalanie liczby etatów w wydziałach i delegaturach
- ogólny nadzór nad wykonywaniem zadań powierzonych Urzędowi

## Przysięga prezydencka
Każdorazowo prezydent przed objęciem urzędu składa ślubowanie. Ślubowanie odbywa się na uroczystej sesji Rady Miasta Poznania (zazwyczaj w Sali Renesansowej poznańskiego ratusza).
Treść ślubowania:

Obejmując urząd Prezydenta Miasta Poznania uroczyście ślubuję, że dochowam wierności prawu,
a powierzony mi urząd sprawować będę tylko dla dobra publicznego i pomyślności mieszkańców miasta.

{{Cytat}} Nieznane pola: 3.
Przysięga może być złożona z dodaniem zdania:

Tak mi dopomóż Bóg.

{{Cytat}} Nieznane pola: 3.

## Poczet prezydentów miasta Poznania
| Imię i nazwisko                                                                                          | Objął urząd       | Złożył urząd     | Uwagi |
| --- | ----------------- | ---------------- | --- |
| Prezydenci Poznania (1780–1793) (Nowe władze w tym okresie wybierano zazwyczaj we wrześniu każdego roku. |                   |                  | |
| Ignacy Kunowski                                                                                          | 1780              | 1781             | Wacław Natali – wiceprezydent |
| Ignacy Kunowski                                                                                          | 1782              | 1784             | Wacław Natali – wiceprezydent |
| Wacław Natali                                                                                            | 1784              | 1785             | Józef Lamparski – dyrektor policji |
| Józef Lamparski                                                                                          | 1785              | 1786             | Wacław Natali – dyrektor policji |
| Ignacy Kunowski                                                                                          | 1786              | 1788             | Wacław Natali – wiceprezydent (dwie kadencje) |
| Józef Lamparski                                                                                          | 1788              | 1789             | Wacław Natali – wiceprezydent |
| Antoni Dominik Kotecki                                                                                   | 1789              | 1790             | Wacław Natali – wiceprezydent |
| Józef Lamparski                                                                                          | 1790              | 1791             | Wacław Natali – wiceprezydent |
| Franciszek Jackowski                                                                                     | 1791              | 1792             | |
| Wacław Natali                                                                                            | 1792              | 1793             | Dionizy Szperna – wiceprezydent |
| Antoni Dominik Kotecki                                                                                   | 1793              | ?                | |
| Prezydenci Poznania 1793–1806 (okres zaborów)                                                            |                   |                  | |
| Wacław Natalis                                                                                           | 1793              | 1795             | |
| von Lossow                                                                                               | 1795              | 1796             | |
| Bredow                                                                                                   | 1796              | 1803             | |
| Flesche                                                                                                  | 1803              | 1806             | |
| Prezydenci Poznania 1806–1814 (Okres Wielkiego Księstwa Warszawskiego)                                   |                   |                  | |
| Antoni Dominik Kotecki                                                                                   | od listopada 1806 | 1807             | |
| Felicjan Milewski                                                                                        | 1807              |                  | Ludwik Tatzler – wiceprezydent |
| Bernard Rosse                                                                                            | 1807              | 1813             | |
| Szymon Wroniecki                                                                                         | 1813              | 1815             | Batkowski – wiceprezydent |
| Burmistrzowie i prezydenci Poznania od 1815 do 1950                                                      |                   |                  | |
| Hasforth                                                                                                 | 1815              | 1815             | został mianowany przez Naczelnego Prezesa Prowincji Poznańskiej |
| Czarnowski                                                                                               | 1815              | 1818             | |
| Brown | 1818              | 1825             | |
| 1825–1919 istniał urząd burmistrza Poznania                                                              |                   |                  | |
| Jarogniew Drwęski                                                                                        | 1918              | 1921             | do 17 kwietnia 1919 nadburmistrz, a potem prezydent |
| Mikołaj Kiedacz                                                                                          | 1921              | 1922             | wiceprezydent, urząd objął po śmierci J. Drwęskiego |
| Cyryl Ratajski                                                                                           | 1922              | 1934             | przerwa w dniach 25 listopada 1924–15 czerwca 1925, gdy był ministrem spraw wewnętrznych w rządzie Władysława Grabskiego |
| Erwin Więckowski                                                                                         | 1934              | 1937             | prezydent komisaryczny |
| Tadeusz Ruge                                                                                             | 1937              | 1939             | prezydent komisaryczny |
| Stanisław Celichowski                                                                                    | marzec 1938       | 5 września 1939  | niezatwierdzony przez Ministra Spraw Wewnętrznych |
| Cyryl Ratajski                                                                                           | 5 września 1939   | 14 września 1939 | objął stanowisko po ewakuacji administracji i urzędów |
| 1939–1945 istniał urząd burmistrza Poznania                                                              |                   |                  | |
| Feliks Maciejewski                                                                                       | 9 lutego 1945     | 16 lipca 1945    | mianowany 9 lutego 1945, wybrany 12 kwietnia 1945 |
| Stanisław Sroka                                                                                          | 16 lipca 1945     | 1948             | |
| Leon Murzynowski                                                                                         | 11 grudnia 1948   | 6 czerwca 1950   | |
| Przewodniczący Prezydium Miejskiej Rady Narodowej w Poznaniu od 1950 do 1973                             |                   |                  | |
| Stanisław Cozaś                                                                                          | 9 grudnia 1973    | 7 czerwca 1975   | |
| Władysław Śleboda                                                                                        | 7 czerwca 1975    | 23 lutego 1981   | |
| Stanisław Piotrowicz                                                                                     | 23 lutego 1981    | 1 czerwca 1982   | |
| Andrzej Wituski                                                                                          | 1 czerwca 1982    | 6 czerwca 1990   | dwie kadencje wiceprezydenci (zastępcy) 1984–1988: Zbigniew Habel, Łucjan Majewski, Bogdan Zastawny, Mirosław Kopiński wiceprezydenci (zastępcy) 1988–1990: Łucjan Majewski, Bogdan Pucek, Mirosław Kopiński |
| Wojciech Szczęsny Kaczmarek                                                                              | 6 czerwca 1990    | 14 grudnia 1998  | dwie kadencje wiceprezydenci (zastępcy): Tomasz Kayser, Jacek May, Ryszard Olszewski |
| Ryszard Grobelny                                                                                         | 14 grudnia 1998   | 8 grudnia 2014   | cztery kadencje wiceprezydenci (zastępcy) 2002–2006: Maciej Frankiewicz, Tomasz Kayser, Mirosław Kruszyński, Jerzy Stępień wiceprezydenci (zastępcy) od 2006 (dwie kadencje): Tomasz Kayser, Maciej Frankiewicz (do 16 czerwca 2009), Mirosław Kruszyński, Jerzy Stępień, Sławomir Hinc (od 16 czerwca 2009, do 19 stycznia 2012), Dariusz Jaworski od 19 stycznia 2012                                    |
| Jacek Jaśkowiak                                                                                          | 8 grudnia 2014    | obecnie urzęduje | dwie kadencje wiceprezydenci (zastępcy) 2014–2018: Mariusz Wiśniewski, Maciej Wudarski, Jakub Jędrzejewski (do 30.04.2015), Agnieszka Pachciarz (od 09.02-11.08.2015), Arkadiusz Stasica (od 06.05.2015-31.07.2016), Jędrzej Solarski (od 20.08.2015), Tomasz Lewandowski (od 1.08.2016) wiceprezydenci (zastępcy) od 2018: Mariusz Wiśniewski, Jędrzej Solarski, Katarzyna Kierzek-Koperska, Bartosz Guss |